# STORMBREW
STORMBREW est un programme clandestin de surveillance de l'Internet de la National Security Agency (NSA). Le budget pour l'année fiscale 2013 de STORMBREW est de 46,06 millions US$, révélé la même année à la suite de fuites du lanceur d'alerte Edward Snowden.

## Portée
Le programme est mené en collaboration avec un « partenaire corporatif essentiel » (key corporate partner), qui a été révélé en octobre 2013 par le Washington Post — qui cite l'historien de la NSA Matthew Aid —  comme étant Verizon. Cette révélation a été confirmée dans un rapport conjoint de Pro Publica et The New York Times en août 2015.
STORMBREW chapeaute dans les faits plusieurs autres programmes de surveillance des télécommunications. Pour y parvenir, il utilise le programme Upstream collection, c'est-à-dire qu'il recueille les données directement de la dorsale Internet. Le partenaire des télécommunications filtre dans un premier temps les communications ; le facteur prioritaire étant une origine ou une destination étrangère aux États-Unis. Par la suite, la NSA applique des « sélecteurs forts » (strong selectors) sur la copie des données reçues ; les sélecteurs sont par exemple les numéros de téléphone, les adresses de courriel ou les adresses IP de personnes et d'organisations ciblées
Un diagramme produit par la NSA permet de conclure que la cueillette est entièrement réalisée aux États-Unis. Le partenaire corporatif transmet des informations depuis ses serveurs à Washington, en Californie, au Texas, en Florida, dans la région de la ville New York, en Virginie et en Pennsylvanie,,.
STORMBREW comprend ces SIGAD :
| Désignation       | Nom de code  | Autorité légaleVoir note | Cibles principales                        | Type d'information recueillie | Remarques                                                                                                  |
| ----------------- | ------------ | ------------------------ | ----------------------------------------- | --- | --- |
| US-3140 (PDDG:TM) | MADCAPOCELOT | Executive Order 12333    | La Russie même et le terrorisme en Europe | DNI et métadonnées grâce à XKeyscore, Pinwale et MARINA                                                                                     | |
| US-983 (PDDG:FL)  | STORMBREW    |                          | Mondial                                   | - DNR (Directory ONMR) - Cueillette via DNI, restreinte par la Foreign Intelligence Surveillance Act (FISA) et le FISA Amendments Act (FAA) | « Partenaire corporatif essentiel ayant accès aux câbles internationaux, aux routers et aux commutateurs » |

Note : les SIGAD qui ne sont pas identifiés sont vraisemblablement opérés sous l'autorité légale accordée par la Section 702 du FISA Amendments Act (FAA).

## Glossaire
- DNI : Digital Network Intelligence (réseau de renseignement numérique)[8]
- DNR : Dial Number Recognition (reconnaissance des numéros composés)[8]
- MARINA: une base de données des métadonnée de l'Internet[9],[10]
- Timing advances : (inconnu).
- Transit Authority : une autorité légale qui affirme que les communications qui transitent par les États-Unis peuvent être étudiées, à la condition que les deux extrémités se trouvent hors du pays.

## Diaporamas sur STORMBREW et Upstream Collection

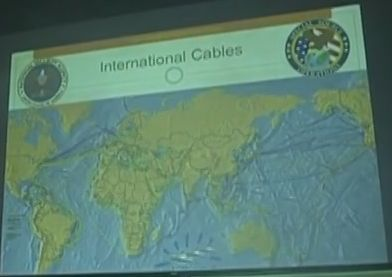
Upstream : carte des câbles internationaux
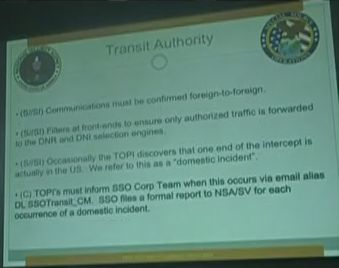
Upstream : Transit Authority
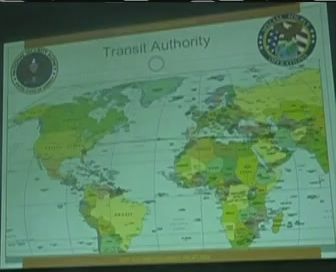
Upstream : carte du Transit Authority
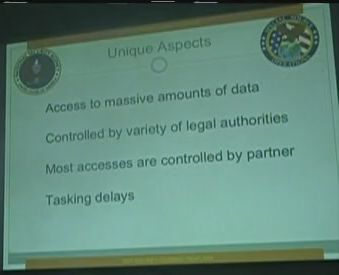
Upstream : aspects distinctifs
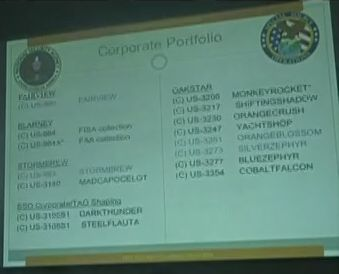
Upstream : portfolio corporatif
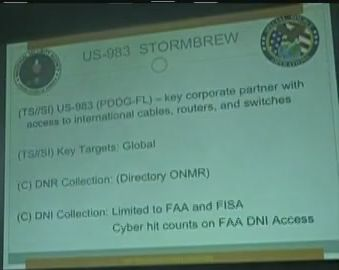
STORMBREW : SIGAD STORMBREW
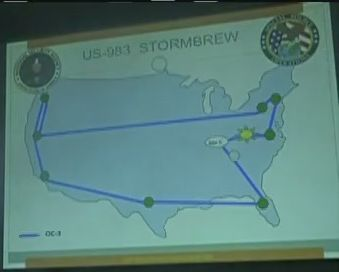
STORMBREW: carte du SIGAD STORMBREW
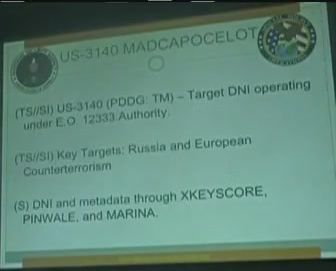
STORMBREW : MADCAPOCELOT

### Citations originales
1. ↑  (en) « Key corporate partner with access to international cables, routers, and switches »